# Хокей на зимових Олімпійських іграх 1998

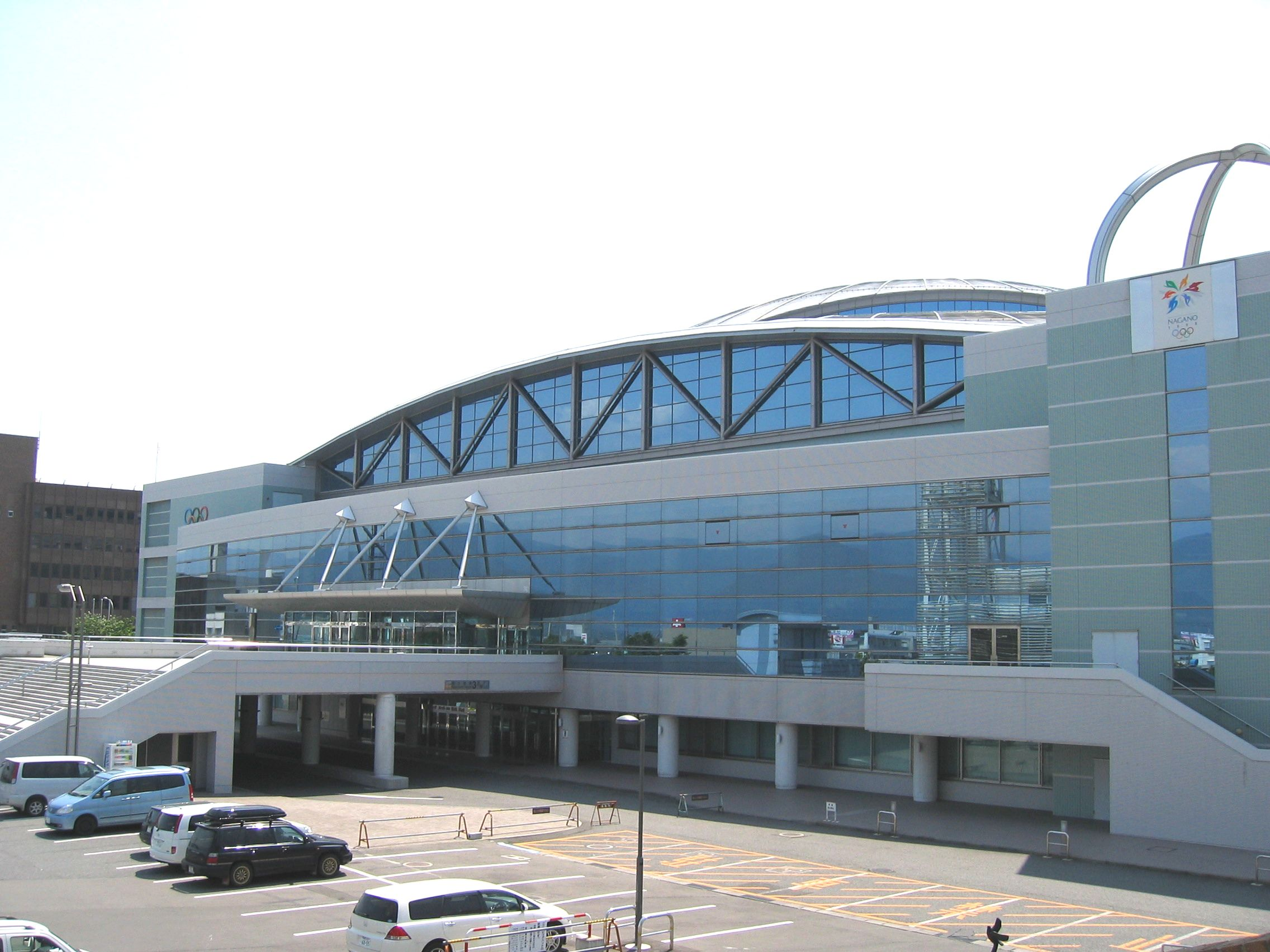
Льодова арена «Big Hat»

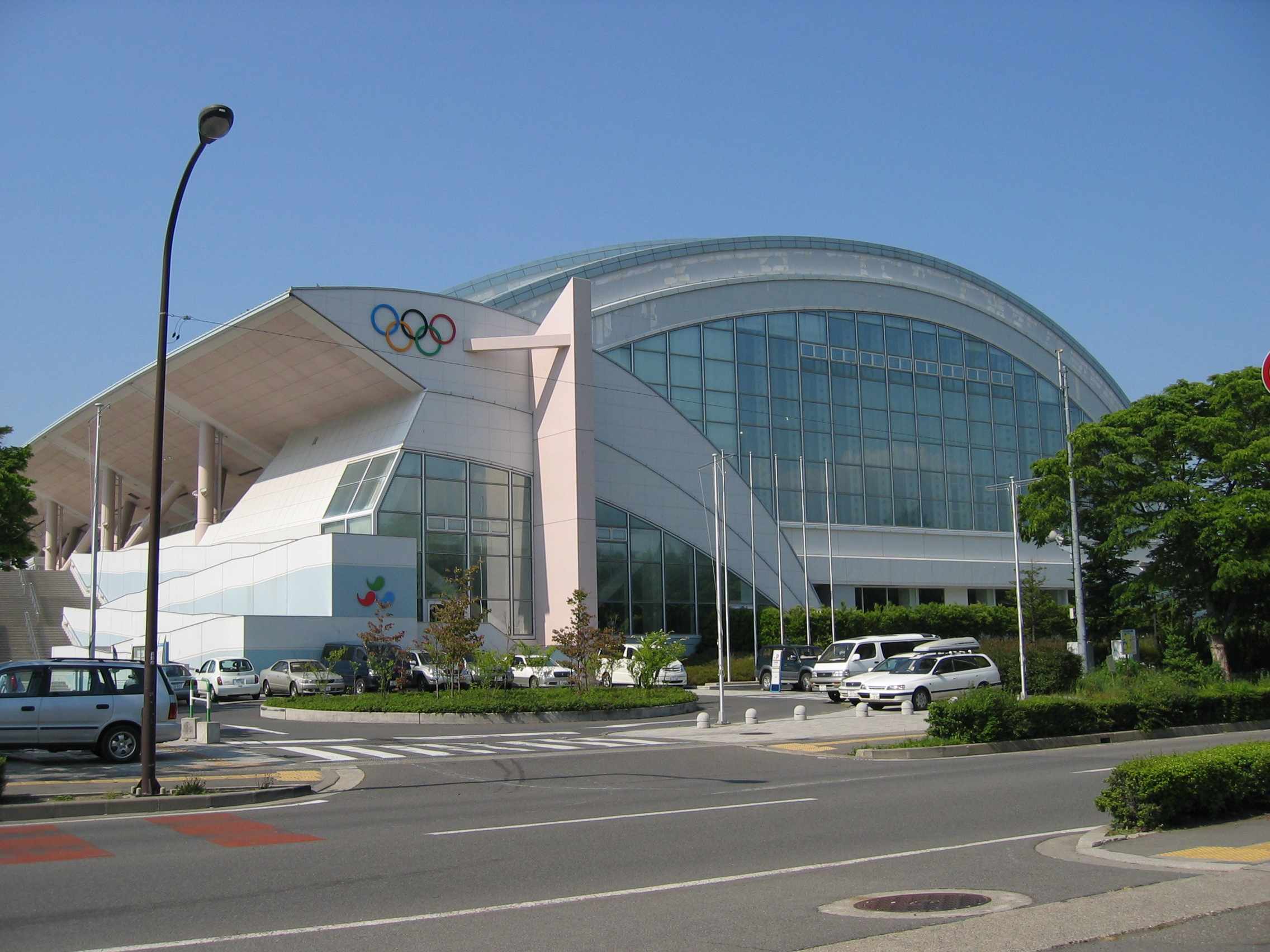
Льодова арена «Aqua Wing Arena»

Хокейний турнір на зимових Олімпійських іграх 1998 проходив з 7 по 22 лютого 1998 року в місті Нагано (Японія).

## Попередній етап

### Група А
| М | Команда   | В | Н | П | ШЗ | ШП | О |
| - | --------- | - | - | - | -- | -- | - |
| 1 | Білорусь  | 2 | 1 | 0 | 14 | 4  | 5 |
| 2 | Німеччина | 2 | 0 | 1 | 7  | 9  | 4 |
| 3 | Франція   | 1 | 0 | 2 | 5  | 8  | 2 |
| 4 | Японія    | 0 | 1 | 2 | 5  | 10 | 1 |

Скорочення: М = підсумкове місце, В = виграші (перемоги), Н = нічиї, П = поразки, ЗШ = закинуті шайби, ПШ = пропущені шайби, О = набрані очки

### Результати матчів
| Дата       | Команда   | Рахунок | Команда  |
| ---------- | --------- | ------- | -------- |
| 07.02.1998 | Франція   | 0 : 4   | Білорусь |
| 07.02.1998 | Німеччина | 3 : 1   | Японія   |
| 09.02.1998 | Франція   | 5 : 2   | Японія   |
| 09.02.1998 | Німеччина | 2 : 8   | Білорусь |
| 10.02.1998 | Німеччина | 2 : 0   | Франція  |
| 10.02.1998 | Білорусь  | 2 : 2   | Японія   |

### Група В
| М | Команда    | В | Н | П | ШЗ | ШП | О |
| - | ---------- | - | - | - | -- | -- | - |
| 1 | Казахстан  | 2 | 1 | 0 | 14 | 11 | 5 |
| 2 | Словаччина | 1 | 1 | 1 | 9  | 9  | 3 |
| 3 | Італія     | 1 | 0 | 2 | 11 | 11 | 2 |
| 4 | Австрія    | 0 | 1 | 2 | 9  | 12 | 1 |

### Результати матчів
| Дата       | Команда    | Рахунок | Команда    |
| ---------- | ---------- | ------- | ---------- |
| 07.02.1998 | Казахстан  | 5 : 3   | Італія     |
| 07.02.1998 | Словаччина | 2 : 2   | Австрія    |
| 08.02.1998 | Словаччина | 4 : 3   | Італія     |
| 08.02.1998 | Казахстан  | 5 : 5   | Австрія    |
| 10.02.1998 | Італія     | 5 : 2   | Австрія    |
| 10.02.1998 | Казахстан  | 4 : 3   | Словаччина |

## Стикові матчі
| Дата               | Команда   | Рахунок | Команда    |
| ------------------ | --------- | ------- | ---------- |
| Матч за 9-е місце  |           |         |            |
| 11.02.1998         | Німеччина | 4 : 2   | Словаччина |
| Матч за 11-е місце |           |         |            |
| 11.02.1998         | Франція   | 5 : 1   | Італія     |
| Матч за 13-е місце |           |         |            |
| 11.02.1998         | Японія    | 4 : 3   | Австрія    |

## Груповий етап

### Група C
| М | Команда   | В | Н | П | ШЗ | ШП | О |
| - | --------- | - | - | - | -- | -- | - |
| 1 | Росія     | 3 | 0 | 0 | 15 | 6  | 6 |
| 2 | Чехія     | 2 | 0 | 1 | 12 | 4  | 4 |
| 3 | Фінляндія | 1 | 0 | 2 | 11 | 9  | 2 |
| 4 | Казахстан | 0 | 0 | 3 | 6  | 25 | 0 |

### Результати матчів
| Дата       | Команда   | Рахунок | Команда   |
| ---------- | --------- | ------- | --------- |
| 13.02.1998 | Чехія     | 3 : 0   | Фінляндія |
| 13.02.1998 | Росія     | 9 : 2   | Казахстан |
| 15.02.1998 | Чехія     | 8 : 2   | Казахстан |
| 15.02.1998 | Росія     | 4 : 3   | Фінляндія |
| 16.02.1998 | Фінляндія | 8 : 2   | Казахстан |
| 16.02.1998 | Росія     | 2 : 1   | Чехія     |

### Група D
| М | Команда  | В | Н | П | ШЗ | ШП | О |
| - | -------- | - | - | - | -- | -- | - |
| 1 | Канада   | 3 | 0 | 0 | 12 | 3  | 6 |
| 2 | Швеція   | 2 | 0 | 1 | 11 | 7  | 4 |
| 3 | США      | 1 | 0 | 2 | 7  | 10 | 2 |
| 4 | Білорусь | 0 | 0 | 3 | 4  | 15 | 0 |

### Результати матчів
| Дата       | Команда | Рахунок | Команда  |
| ---------- | ------- | ------- | -------- |
| 13.02.1998 | Швеція  | 4 : 2   | США      |
| 13.02.1998 | Канада  | 5 : 0   | Білорусь |
| 14.02.1998 | США     | 5 : 2   | Білорусь |
| 14.02.1998 | Канада  | 3 : 2   | Швеція   |
| 16.02.1998 | Швеція  | 5 : 2   | Білорусь |
| 16.02.1998 | Канада  | 4 : 1   | США      |

## Плей-оф
|  | Чвертьфінал | Чвертьфінал | Чвертьфінал |   |                     | Півфінал | Півфінал | Півфінал  |   |  | Фінал | Фінал  | Фінал |
|  |             |             |             |   |                     |          |          |           |   |  |       |        |       |
|  | C1          | Росія       | 4           |   |                     |          |          |           |   |  |       |        |       |
|  | D4          | Білорусь    | 1           |   |                     |          |          |           |   |  |       |        |       |
|  | D4          | Білорусь    | 1           |   |                     | Росія    | 7        |           |   |  |       |        |       |
|  |             |             |             |   |                     | Росія    | 7        |           |   |  |       |        |       |
|  |             |             | Фінляндія   | 4 |                     |          |          |           |   |  |       |        |       |
|  | D2          | Швеція      | Фінляндія   | 4 | 1                   |          |          |           |   |  |       |        |       |
|  | D2          | Швеція      |             |   | 1                   |          |          |           |   |  |       |        |       |
|  | C3          | Фінляндія   | 2           |   |                     |          |          |           |   |  |       |        |       |
|  | C3          | Фінляндія   | 2           |   |                     |          |          |           |   |  | Росія | 0      |       |
|  |             |             |             |   |                     |          |          |           |   |  | Росія | 0      |       |
|  |             |             | Чехія       | 1 |                     |          |          |           |   |  |       |        |       |
|  | D1          | Канада      | Чехія       | 1 | 4                   |          |          |           |   |  |       |        |       |
|  | D1          | Канада      |             |   | 4                   |          |          |           |   |  |       |        |       |
|  | C4          | Казахстан   | 1           |   |                     |          |          |           |   |  |       |        |       |
|  | C4          | Казахстан   | 1           |   |                     | Канада   | 1        |           |   |  |       |        |       |
|  |             |             |             |   | Матч за третє місце | Канада   | 1        |           |   |  |       |        |       |
|  |             |             | Чехія       | 2 |                     |          |          |           |   |  |       |        |       |
|  | C2          | Чехія       | Чехія       | 2 | 4                   |          |          | Фінляндія | 3 |  |       |        |       |
|  | C2          | Чехія       |             |   | 4                   |          |          | Фінляндія | 3 |  |       |        |       |
|  | D3          | США         | 1           |   |                     |          |          |           |   |  |       | Канада | 2     |

## Чвертьфінал
| 18 лютого 1998 |

| Чехія                                                                             | 4 : 1 | США               |
| --------------------------------------------------------------------------------- | ----- | ----------------- |
| Владімір Ружичка 28:21 Яромір Ягр 29:19 Мартін Ручинський 36:35 Їржі Допіта 59:21 |       | 16:12 Майк Модано |

| «Big Hat» (Нагано) Глядачів: 9 822 Арбітр: Мак-Крейрі (Канада) |

| 18 лютого 1998 |

| Росія                                                                                  | 4 : 1 | Білорусь             |
| -------------------------------------------------------------------------------------- | ----- | -------------------- |
| Валерій Каменський 19:00 Андрій Коваленко 21:31 Павло Буре 42:38 Олексій Морозов 43:19 |       | 44:18 Сергій Єркович |

| «Aqua Wing Arena» (Нагано) Глядачів: 4 628 Арбітр: Мюллер (Німеччина) |

| 18 лютого 1998 |

| Фінляндія                               | 2 : 1 | Швеція               |
| --------------------------------------- | ----- | -------------------- |
| Теему Селянне 44:12 Теему Селянне 52:43 |       | 59:48 Петер Форсберг |

| «Aqua Wing Arena» (Нагано) Глядачів: 4 263 Арбітр: Фрейзер (Канада) |

| 18 лютого 1998 |

| Канада                                                                         | 4 : 1 | Казахстан                |
| ------------------------------------------------------------------------------ | ----- | ------------------------ |
| Джо Нуїндайк 01:31 Шейн Корсон 02:13 Брендан Шенахен 36:29 Стів Айзерман 37:01 |       | 03:46 Костянтин Шафранов |

| «Big Hat» (Нагано) Глядачів: 9 602 Арбітр: Адам (США) |

## Півфінал
| 20 лютого 1998 |

| Чехія                                 | 2 : 1 | Канада              |
| ------------------------------------- | ----- | ------------------- |
| Їржі Шлегр 49:46 Роберт Рейхель буліт |       | 58:57 Тревор Лінден |

| «Big Hat» (Нагано) Глядачів: 9 723 Арбітр: Мак-Крейрі (Канада) |

Чехія: Гашек; Свобода, Гамрлик, Шлегр, Шмеглик, Кучера, Шпачек; Ягр, Ружичка, Страка; Ручинський, Рейхель, Ланг; Моравець, Допіта, Беранек; Гейдук, Патера, М. Прохазка.
Канада: Руа; Фут, Пронгер, Блейк, Бурк, Мак-Інніс, Стівенс; Бріндамор, Ліндрос, Корсон; Замунер, Нуїндайк, Флері; Реккі, Прімо, Лінден; Шенахен, Грецкі, Айзерман. 
| 20 лютого 1998 |

| Росія | 7 : 4 | Фінляндія                                                                       |
| --- | ----- | ------------------------------------------------------------------------------- |
| Павло Буре 09:51 Павло Буре 17:28 Павло Буре 20:59 Олексій Жамнов 37:26 Андрій Коваленко 46:33 Павло Буре 55:58 Павло Буре 59:55 |       | 23:28 Раймо Хельмінен 24:59 Кіммо Рінтанен 34:07 Теему Селянне 45:15 Саку Койву |

| «Big Hat» (Нагано) Глядачів: 9 640 Арбітр: Фрейзер (Канада) |

Росія: Шталенков; Д. Миронов, Гусаров, Б. Миронов, Каспарайтіс, Юшкевич, Житник, Гончар, Кравчук; П. Буре, Жамнов, Каменський; Коваленко, Яшин, Федоров; В. Буре, Нємчинов, Кривокрасов; Морозов, Тітов, Зелепукін.
Фінляндія: Мюллюс; Нійнімаа, Тімонен, Нуммінен, Лумме, Берг, Лаукканен; Лехтінен, Койву, Селянне; Ніємінен, Куррі, Тікканен; Пелтонен, Капанен, Ілонен; Лінд.

## Матч за 3-є місце
| 21 лютого 1998 |

| Фінляндія                                               | 3 : 2 | Канада                                    |
| ------------------------------------------------------- | ----- | ----------------------------------------- |
| Ярі Куррі 03:33 Єре Лехтінен 17:23 Вілле Пелтонен 40:17 |       | 16:50 Род Бріндамор 22:47 Брендан Шенахен |

| «Big Hat» (Нагано) Глядачів: 9 875 Арбітр: Фрейзер (Канада) |

Фінляндія: Суландер; Нійнімаа, Тімонен, Нуммінен, Лумме, Берг, Лаукканен, Грянман; Лехтінен, Койву, Пелтонен; Ніємінен, Куррі, Тікканен; Рінтанен, Капанен, Ілонен; Хельмінен, Термянен, Лінд.
Канада: Руа; Фут, Пронгер, Блейк, Бурк, Мак-Інніс, Стівенс, Дежарден; Лінден, Ліндрос, Корсон; Реккі, Прімо, Грецкі; Замунер, Нуїндайк, Флері; Шенахен, Бріндамор, Айзерман. 

## Фінал
| 22 лютого 1998 |

| Чехія              | 1 : 0 | Росія |
| ------------------ | ----- | ----- |
| Петр Свобода 48:08 |       |       |

| «Big Hat» (Нагано) Глядачів: 10 100 Арбітр: Мак-Крейрі (Канада) |

Чехія: Гашек; Свобода, Гамрлик, Шлегр, Шмеглик, Кучера, Шпачек; Ягр, Ружичка, Страка; Ручинський, Рейхель, Ланг; Моравець, Допіта, Беранек; Гейдук, Патера, М. Прохазка.
Росія: Шталенков; Д. Миронов, Гусаров, Б. Миронов, Каспарайтіс, Юшкевич, Житник, Гончар, Кравчук; П. Буре, Жамнов, Каменський; Коваленко, Яшин, Федоров; В. Буре, Нємчинов, Кривокрасов; Морозов, Тітов, Зелепукін.

## Найкращі гравці

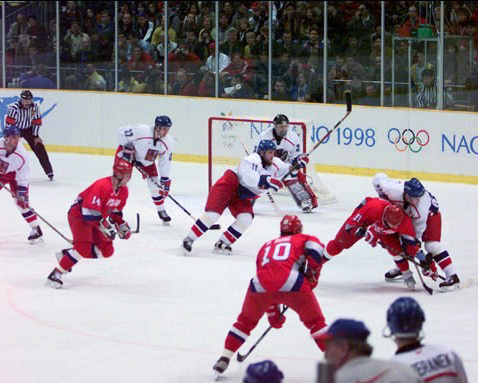
Фінал: Чехія — Росія

| Позиція  | Гравець       |
| -------- | ------------- |
| Воротар  | Домінік Гашек |
| Захисник | Роб Блейк     |
| Нападник | Павло Буре    |

## Найкращі бомбардири
| М | Гравець            | Очки     |
| - | ------------------ | -------- |
| 1 | Теему Селянне      | 10 (4+6) |
| 2 | Саку Койву         | 10 (2+8) |
| 3 | Павло Буре         | 9 (9+0)  |
| 4 | Олександр Корєшков | 9 (3+6)  |
| 5 | Філіпп Бозон       | 7 (5+2)  |
| 6 | Костянтин Шафранов | 7 (4+3)  |

## Склади учасників плей-оф
| Місце | Команда   | Склад |
| ----- | --------- | --- |
|       | Чехія     | Воротарі: Домінік Гашек (Мілан Гнілічка, Роман Чехманек). Захисники: Петр Свобода, Роман Гамрлик, Їржі Шлегр, Ріхард Шмеглик, Франтішек Кучера, Ярослав Шпачек, Лібор Прохазка. Нападники: Павел Патера, Яромір Ягр, Мартін Ручинський, Роберт Рейхель, Владімір Ружичка, Їржі Допіта, Мартін Страка, Роберт Ланг, Мартін Прохазка, Йозеф Беранек, Давид Моравець, Мілан Гейдук, Ян Чалоун. Тренери: Іван Глінка, Славомір Ленер, Владімір Мартінець.                         |
|       | Росія     | Воротарі: Михайло Шталенков, Андрій Трефілов (Олег Шевцов). Захисники: Дмитро Миронов, Сергій Гончар, Олексій Житник, Дарюс Каспарайтіс, Ігор Кравчук, Борис Миронов, Дмитро Юшкевич. Нападники: Павло Буре, Олексій Яшин, Сергій Федоров, Андрій Коваленко, Олексій Морозов, Олексій Жамнов, Валерій Зелепукін, Валерій Каменський, Валерій Буре, Сергій Нємчинов, Герман Титов, Сергій Кривокрасов. Тренери: Володимир Юрзінов, Петро Воробйов, Зінетула Білялетдінов.      |
|       | Фінляндія | Воротарі: Ярмо Мюллюс, Арі Суландер (Юкка Таммі). Захисники: Янне Нійнімаа, Кіммо Тімонен, Теппо Нуммінен, Юркі Лумме, Акі-Петтері Берг, Янне Лаукканен, Туомас Грянман. Нападники: Теему Селянне, Саку Койву, Єре Лехтінен, Ярі Куррі, Вілле Пелтонен, Міка Ніємінен, Раймо Хельмінен, Еса Тікканен, Кіммо Рінтанен, Самі Капанен, Юха Лінд, Юха Ілонен, Антті Термянен. Тренери: Ханну Аравірта, Еско Нокелайнен, Ярі Каарела.                                              |
| 4     | Канада    | Воротарі: Патрік Руа (Мартін Бродер, Кертіс Джозеф) Захисники: Рей Бурк, Роб Блейк, Кріс Пронгер, Ел Мак-Інніс, Скотт Стівенс, Адам Фут, Ерік Дежарден Нападники: Кіт Прімо, Ерік Ліндрос, Теорен Флері, Джо Нуїндайк, Вейн Грецкі, Стів Айзерман, Шейн Корсон, Брендан Шенахен, Джо Сакік, Марк Реккі, Тревор Лінден, Род Бріндамор, Роб Замунер Тренер: Марк Кроуфорд |
| 5–8   | Швеція    | Воротарі: Томмі Сало (Юхан Хедберг, Томмі Седерстрем) Захисники: Маттіас Норстрем, Ніклас Лідстрем, Калле Йохансон, Маттіас Елунд, Ульф Самуельссон, Маркус Рагнарссон, Томмі Альбелін Нападники: Ніклас Сундстрем, Даніель Альфредссон, Мікаель Андерссон, Петер Форсберг, Матс Сундін, Мікаель Ренберг, Ульф Дален, Патрік Челльберг, Матс Ліндгрен, Мікаель Нюландер, Томас Сандстрем, Йорген Йонссон, Андреас Юганссон Тренер: Кент Форсберг                              |
| 5–8   | США       | Воротарі: Джон Ванбізбрук, Майк Ріхтер (Гі Геберт) Захисники: Кріс Челіос, Браєн Літч, Гері Сутер, Деріен Гетчер, Кевін Гетчер, Метью Шнайдер, Кіт Карні, Браєн Берард Нападники: Майк Модано, Білл Герін, Бретт Галл, Пет Лафонтен, Джеремі Ренік, Джон Леклер, Кейт Ткачук, Дуг Вейт, Джеймі Лангенбраннер, Адам Дедмарш, Тоні Амонте, Джоел Отто Тренер: Рон Вілсон |
| 5–8   | Білорусь  | Воротарі: Олександр Шумидуб, Андрій Мезін (Леонід Гришукевич). Захисники: Олег Хмиль, Олег Романов, Ігор Матушкін, Сергій Єркович, Олександр Алексєєв, Руслан Салей, Олександр Журик, Сергій Стась Нападники: Олексій Ложкін, Олександр Андрієвський, Віктор Карачун, Вадим Бекбулатов, Андрій Ковальов, Василь Панков, Андрій Скабелка, Олексій Калюжний, Євген Рощин, Володимир Циплаков, Олександр Гальченюк, Едуард Занковець, Олег Антоненко Тренер: Анатолій Варивончик |
| 5–8   | Казахстан | Воротарі: Віталій Єремеєв, Олександр Шимін (Роман Кривомазов) Захисники: Володимир Антипін, Ігор Нікітін, Андрій Савенков, Ігор Земляной, Андрій Соколов, Віталій Трегубов, Олексій Трощинський, Вадим Гловацький Нападники: Михайло Бородулін, Петро Дев'яткін, Ігор Дорохін, Дмитро Дударев, Павло Каменцев, Олег Кряжев, Олександр Корешков, Євген Корешков, Андрій Пчеляков, Єрлан Сагимбаєв, Володимир Зав'ялов, Костянтин Шафранов Тренер: Борис Александров            |